# Zoltán Török
Zoltán Török (12 de agosto de 1899-12 de febrero de 1970) fue un deportista húngaro que compitió en remo. Ganó seis medallas en el Campeonato Europeo de Remo entre los años 1922 y 1933.

## Palmarés internacional
| Campeonato Europeo | Campeonato Europeo     | Campeonato Europeo | Campeonato Europeo |
| Año                | Lugar                  | Medalla            | Prueba             |
| ------------------ | ---------------------- | ------------------ | ------------------ |
| 1922               | Barcelona (España)     | Medalla de bronce  | Ocho con timonel   |
| 1923               | Como (Italia)          | Medalla de bronce  | Cuatro con timonel |
| 1925               | Praga (Checoslovaquia) | Medalla de plata   | Cuatro con timonel |
| 1931               | París (Francia)        | Medalla de bronce  | Ocho con timonel   |
| 1932               | Belgrado (Yugoslavia)  | Medalla de oro     | Cuatro sin timonel |
| 1933               | Budapest (Hungría)     | Medalla de bronce  | Cuatro sin timonel |